# Тешман Солдатовић
Теодор „Тешман” Солдатовић (Бастав, 1799/1800—1876), био је начелник Рађевског среза, марвени трговац и извозник.
Рођен је на размеђи 18. и 19. столећа, у тада Малом Братачићу, данашњи Бастав. Био је велики марвени трговац и извозник који је неколико година провео и у државној служби. Као начелник Рађевског среза помогао је са двеста сељака и пандура Томи Вучићу Перишићу попечитељу војено-полицајни дела и Лазару Теодоровићу попечитељу правосудија да протерају 1834. године заостале Турке из Соколских села. Године 1839. књаз Милош Обреновић је одликовао Рађевског начелника Тешмана Солдатовића.
Крајем исте године постављен је за депутирца (посланика) Народне скупштине. За њега се везује и прво уређење Смрдан бање, односно Бање Ковиљаче. Поставши Рађевски старешина Тешман је подигао и судницу у којој је вршио дужност судије, у складу са оновременом државном управом. Последње године у државној служби провео је на дужности начелника Подрињског округа.
Умро је маја 1876. године у родном селу. Сахрањен је на породичном гробљу недалеко од куће.